# Phitsanulok
Phitsanulok er en by i det nordlige Thailand med et indbyggertal (pr. 2005) på cirka 103.000. Byen er hovedstad i en provins af samme navn og ligger ved bredden af Nan-floden.
16°48′57″N 100°15′49″Ø / 16.81583°N 100.26361°Ø
- Wikimedia Commons har flere filer relateret til Phitsanulok